# Jon Runyan
Jon Daniel Runyan (* 27. November 1973 in Flint, Michigan) ist ein US-amerikanischer Politiker. Von 2011 bis 2015 vertrat er den Bundesstaat New Jersey im US-Repräsentantenhaus. Vor seiner politischen Laufbahn war Runyan als Footballspieler erfolgreich.

## Werdegang

### Football-Karriere
Jon Runyan besuchte zunächst die Carman-Ainsworth High School und studierte danach zwischen 1992 und 1995 an der University of Michigan in Ann Arbor. Anschließend setzte er seine Ausbildung an der Wharton School of Business, die zur University of Pennsylvania gehört, fort. Während seiner College-Zeit spielte er sowohl in Football- als auch in Basketballteams. 1996 kam der Offensive Tackle in den NFL Draft und wurde in der vierten Runde von den Houston Oilers gedraftet. Er entwickelte sich bereits in seiner ersten Saison zum Stammspieler. Runyan blieb seinem Verein vier Jahre treu, in seiner letzten Saison kam er mit den inzwischen umbenannten Tennessee Titans in den Super Bowl XXXIV.
2000 wurde Jon Runyan von den Philadelphia Eagles verpflichtet. Mit seinem neuen Vertrag war er zur damaligen Zeit der bestverdienende Offensive Lineman der Liga. Er erreichte mit den Eagles in der Saison 2004 den Super Bowl XXXIX, 2002 wurde er in den Pro Bowl gewählt. Im Januar 2009 zog er sich eine Knieverletzung zu, die ihn in weiterer Folge dazu zwang, seine Profikarriere zu beenden.
Er wechselte im Februar 2009 noch zu den San Diego Chargers, für die er jedoch nur noch fünf Spiele absolvieren konnte, bevor er seine aktive Karriere beendete.

### Politische Karriere
Politisch schloss sich Runyan der Republikanischen Partei an. Bei den Kongresswahlen des Jahres 2010 wurde er im dritten Wahlbezirk von New Jersey in das US-Repräsentantenhaus in Washington, D.C. gewählt, wo er am 3. Januar 2011 die Nachfolge des ihm zuvor unterlegenen Demokraten John Adler antrat. Er war Mitglied im Streitkräfteausschuss, im Veteranenausschuss und im Committee on Natural Resources sowie in insgesamt fünf Unterausschüssen. Runyan ist der vierte NFL-Profi, der es schaffte, nach seiner sportlichen Laufbahn in den Kongress gewählt zu werden; zuvor gelang dies Jack Kemp, Steve Largent und Heath Shuler. Im November 2013 kündigte Runyan aus familiären Gründen an, sich bei der Wahl 2014 nicht wieder zu bewerben und am 3. Januar 2015 aus dem Kongress auszuscheiden.
Mit seiner Frau Loretta hat er drei Kinder; die Familie lebt in Mount Laurel. Sein Sohn Jon Runyan Jr. ist ebenfalls Footballspieler.